# Villa Grimaldi-Sauli
La villa Grimaldi-Sauli ou Palazzo Sauli est un bâtiment civil historique de Gênes, situé entre la via San Vincenzo et la via Colombo, près de la Torre San Vincenzo.

## Histoire

### Villa ancienne
Construite entre 1552 et 1554 selon un projet de Galeazzo Alessi pour Ottaviano Grimaldi, la villa était située à la limite orientale de la ville, dans la grande et longue zone de l'embouchure du Bisagno, avec accès depuis via San Vincenzo. Il s'agit d'un des chefs-d'œuvre de l'architecte, défini par Mario Labò comme une « œuvre d'une grande architecture [que] pas même Alessi n'a égalé ». Elle présentait des caractéristiques monumentales, avec une grande richesse d'ornements et de frises, ainsi que de précieuses fresques de peintres tels que Luca Cambiaso et Orazio Semino. Dotée d'une somptueuse cour avant avec portique à colonnes, c'est ainsi que Domenico Pasquale Cambiaso l'a représentée au XIXe siècle. À une courte distance de la villa se trouvait un grand jardin, communément connu sous le nom de jardins Sauli. Carlo Giuseppe Ratti l'a défini comme l'une des plus belles productions architecturales dont se vante l'Italie. Au XIXe siècle, Martin Pierre Gauthier l'incluait parmi les plus beaux édifices de la ville. Avant cela, elle avait déjà été citée par Vasari notamment pour les précieuses salles de bains du complexe, riches en ornements.
Après une période florissante et fastueuse racontée par les voyageurs en transit à travers la république de Gênes, la villa passa des Grimaldi à la famille Cybo et enfin aux Sauli. Dès le XVIIIe siècle, elle connut une période de déclin progressif, lent mais irrémédiable. Transmise de famille en famille, au gré des fortunes alternées des familles, elle fut victime des changements sociaux de la nouvelle noblesse qui s'accommodait mal du maintien d'une villa de cette taille. Tout en conservant sa fonction de résidence, diverses parties ont été utilisées à d'autres fins au fil des siècles,. Ce sont d’abord les somptueuses salles de bains, plus en accord avec la noblesse de la Renaissance, qui tombèrent en désuétude, dépourvues des baignoires et des jeux d’eau vantés par Vasari. Déjà à la fin du XVIIe siècle, Soprani se plaignait de ne pas les avoir vus en activité et critiquait l'entretien imparfait de la villa. Francesco Milizia, à la fin du XVIIIe siècle, soulignait encore des bains « la forme simple, très belle mais nue de ces nombreux ornements et jeux d'eau très loués qui les ornaient autrefois », décrivant avec regret et en détail la négligence du bâtiment, en partant des utilisations désormais différentes de certains espaces (pour la production de soie, avec les poêles qui noircissaient les fresques ; et aussi comme entrepôt), puis s'attardant à décrire l'état de la loggia monumentale, des terrasses et de la façade, qui « à cause de l'humidité non réparée, sont déjà très usés et pleins de fissures ».
Domenico Cambiaso, dans ses œuvres consacrées à la villa (peintures, aquarelles), dont La vue d'une partie de la cour du Palais Sauli du milieu du XIXe siècle, montrait encore clairement la majesté monumentale de l'édifice. Burckhardt, cependant, signale dans la seconde moitié du XIXe siècle un état de « profonde dégradation », soulignant comment, à partir de la seconde moitié des années 1850, le grand bâtiment de la villa avait été utilisé comme phalanstère, c'est-à-dire comme lieu de résidence pour familles nécessiteuses.
Se trouvant au centre des changements urbains de la ville et du quartier, située à quelques centaines de mètres de la gare de Gênes Brignole, la villa a perdu ses jardins au XIXe siècle. En 1897, un projet de construction de huit blocs mettait en danger la survie de la villa, mais elle fut achetée par la municipalité de Gênes.

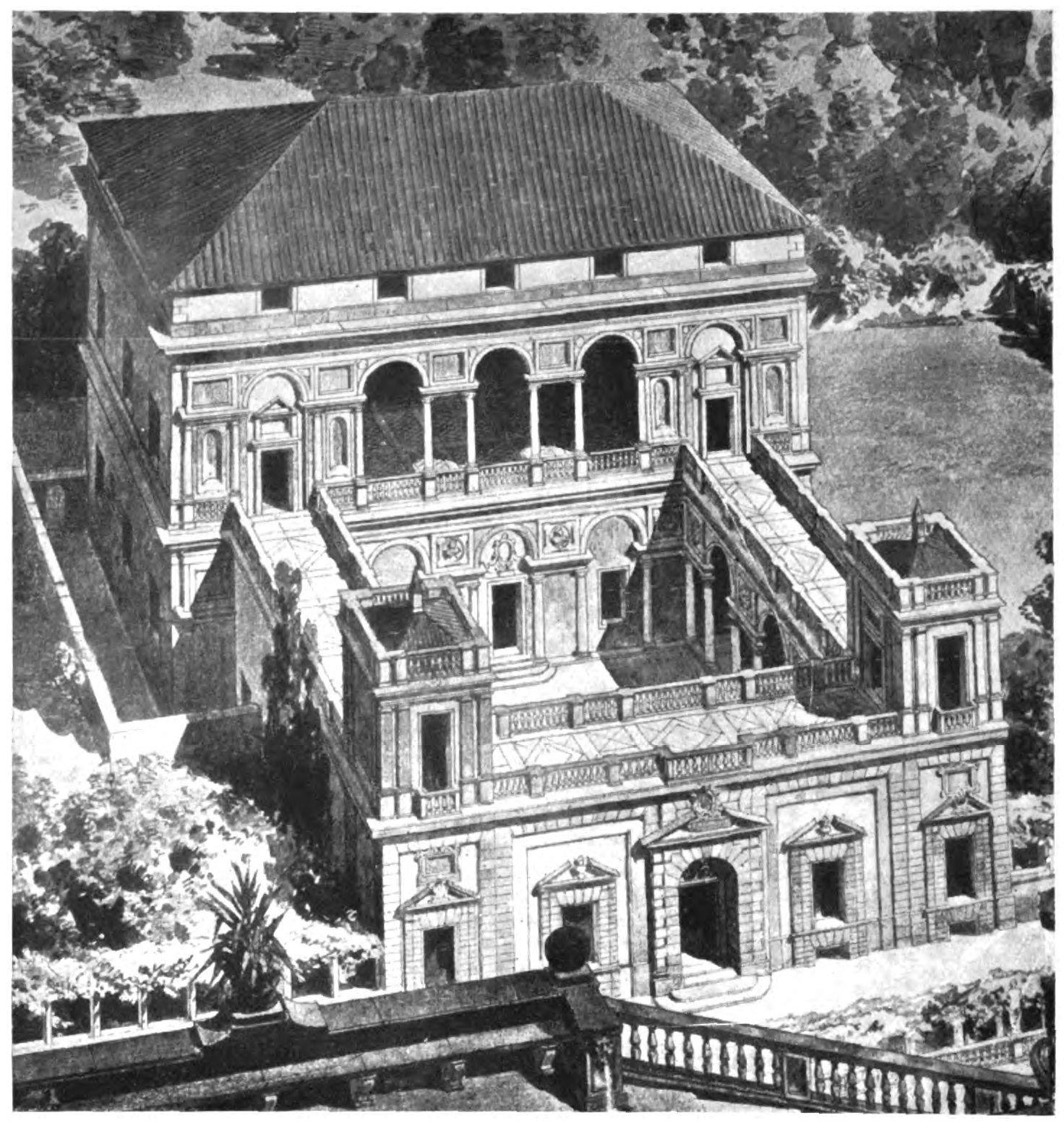
L'ancienne villa, telle qu'elle apparaissait encore au XIXe siècle
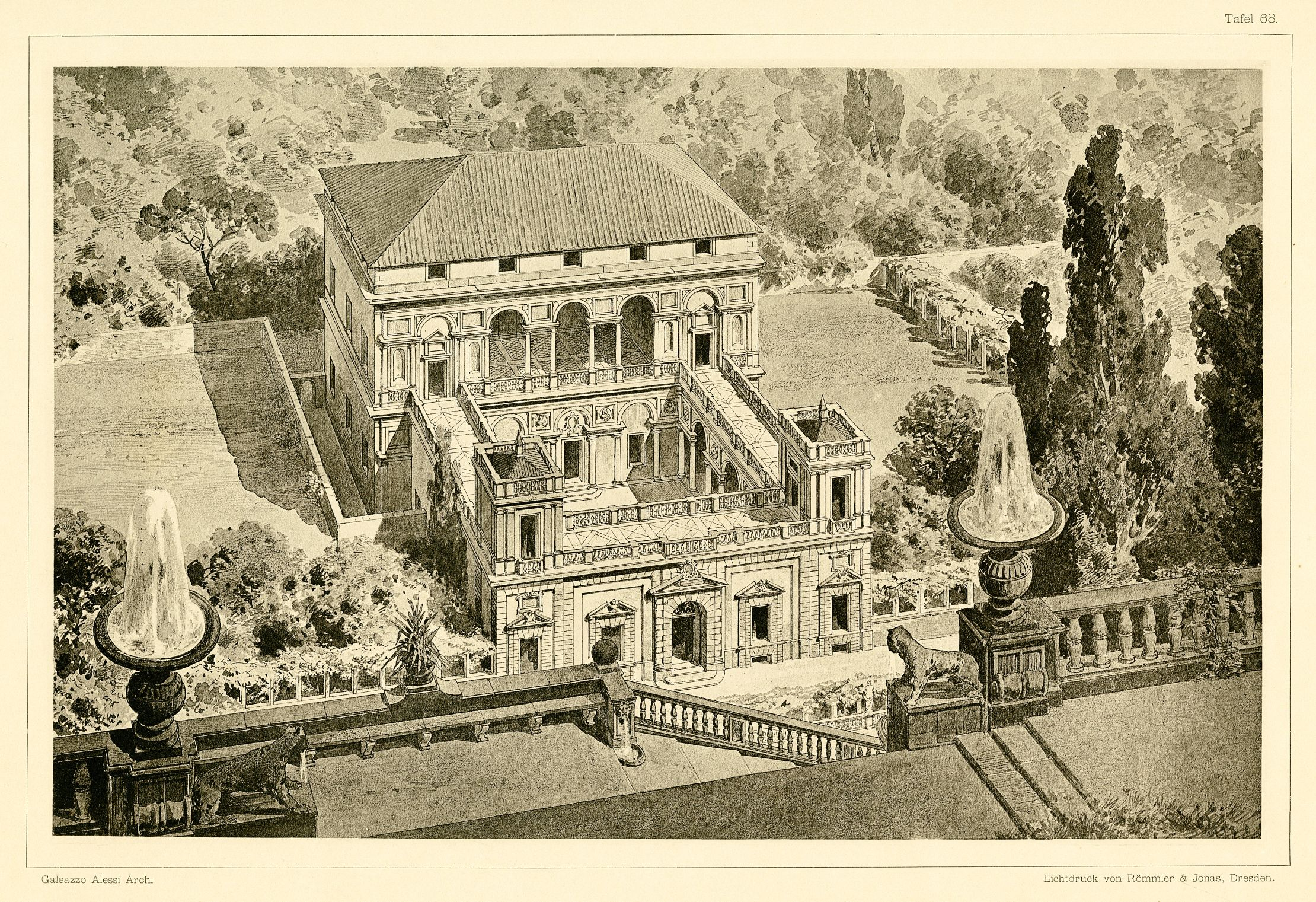
La villa dans une lithographie
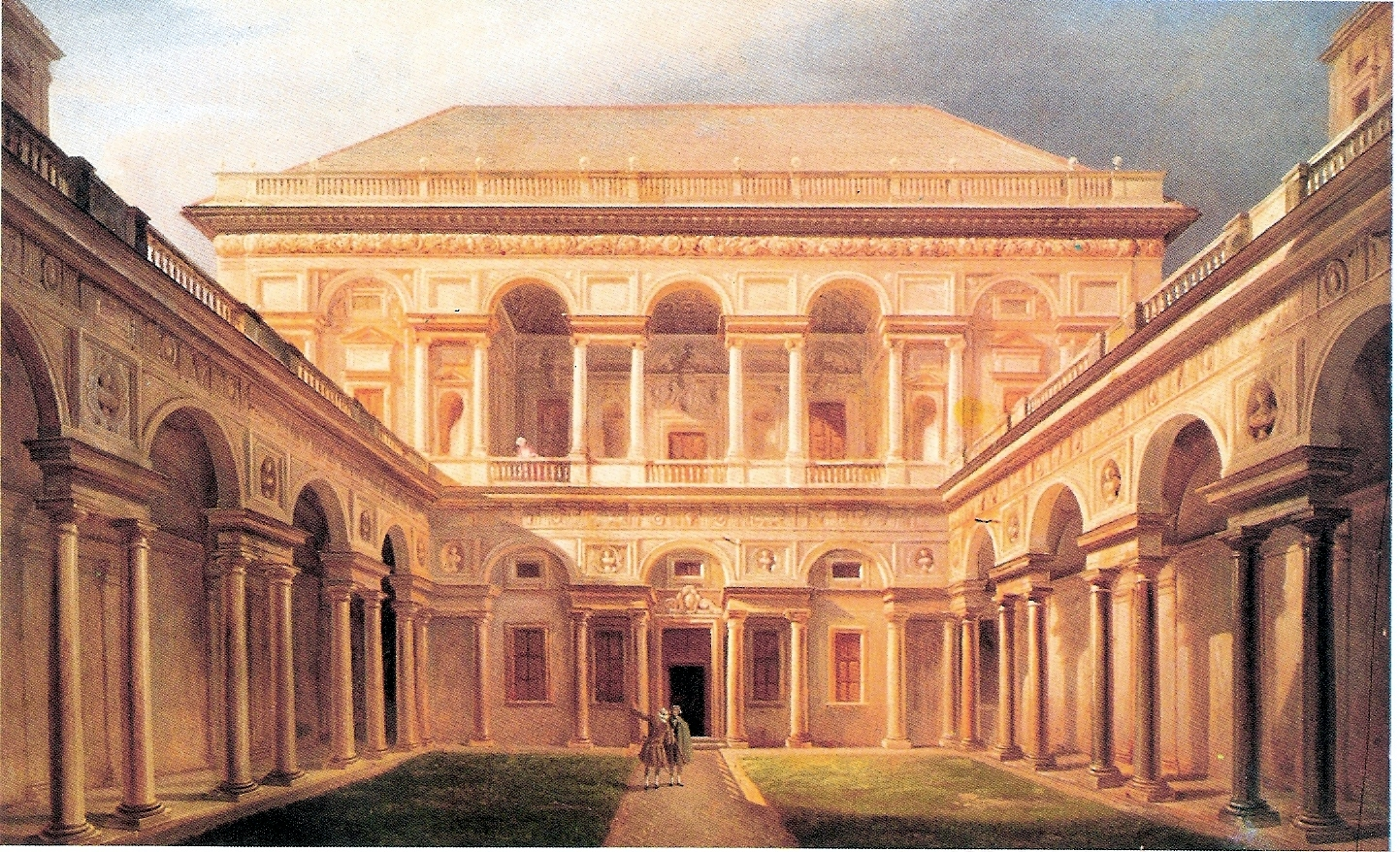
La façade avant de la villa dans sa forme originale, dans un tableau du XIXe siècle de Domenico Cambiaso
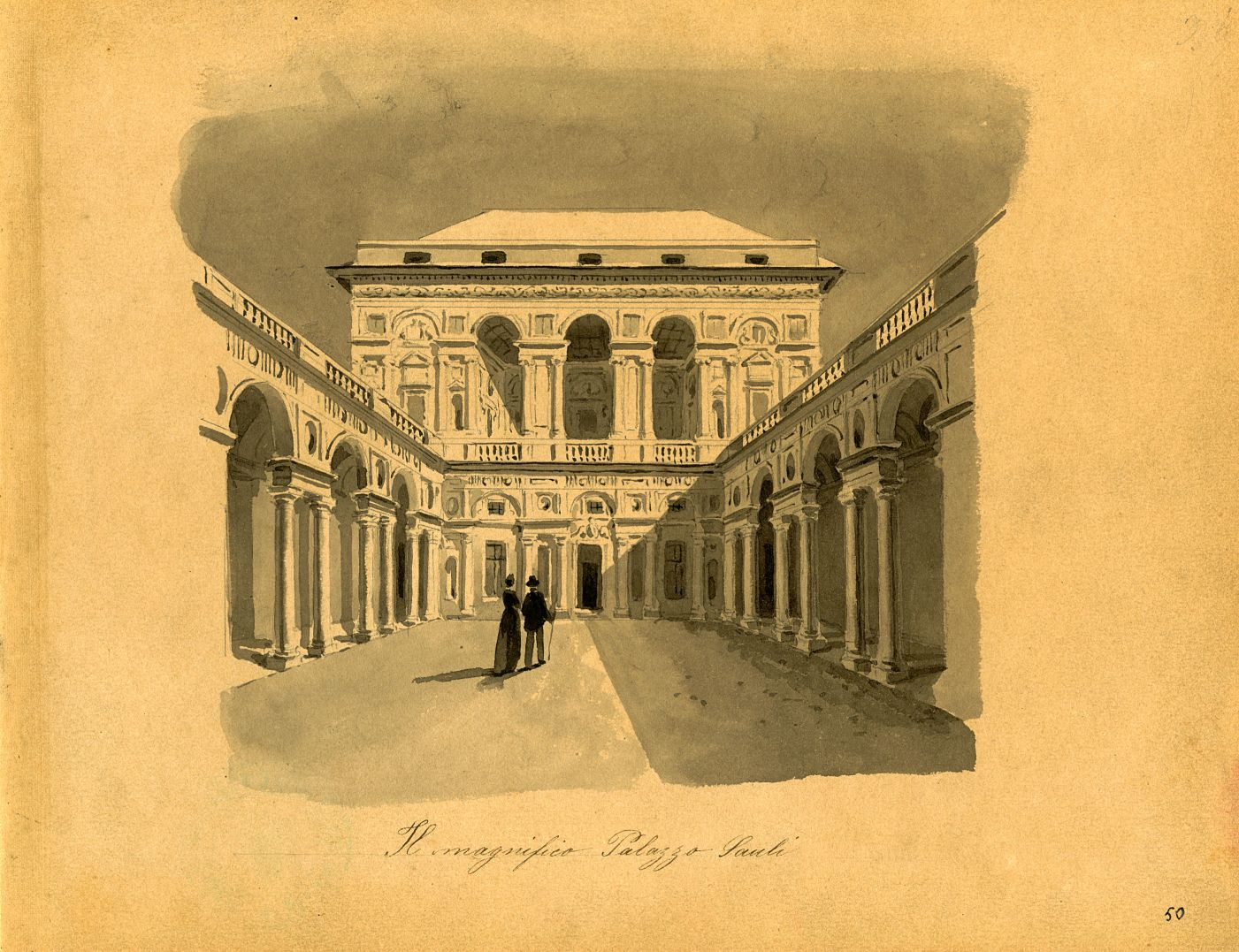
La porte d'entrée de la villa dans une aquarelle de Cambiaso
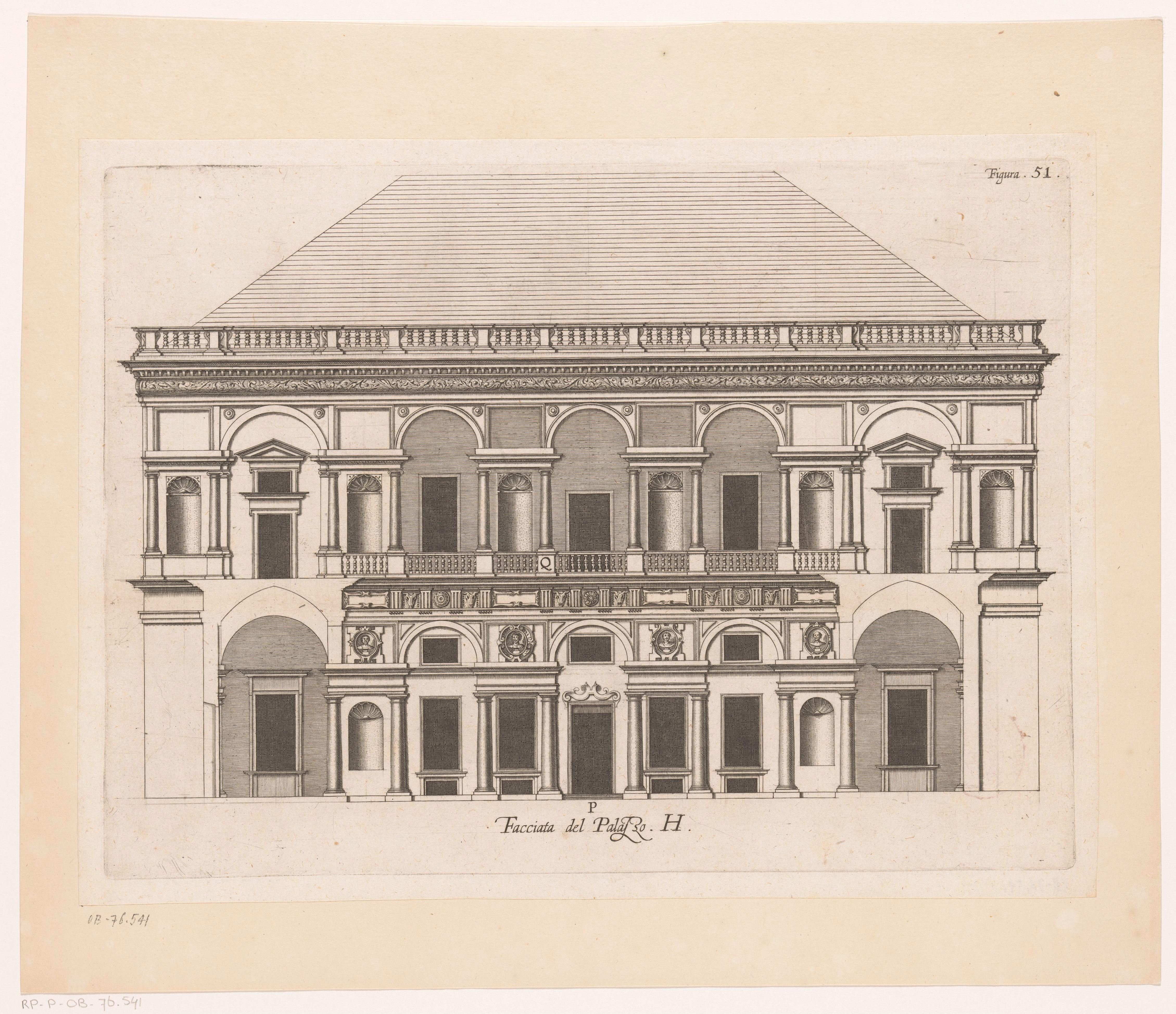
La façade de 1622 a été pratiquement restaurée pour s'adapter à son environnement pendant trois siècles

### Villa moderne
Dans la seconde moitié du XIXe siècle, un réaménagement radical de l'ensemble du bâtiment, en grande précarité, est entrepris. Au lieu de reconstruire la villa selon les plans d'Alessi, probablement difficiles à intégrer dans le contexte urbain modifié conçu par Barabino, l'édifice a été profondément modifié dans ses élévations, agrandi en hauteur et divisé en appartements élégants, transformant l'ancienne villa Renaissance en une villa classique du XIXe siècle de style ligure, avec des façades finement décorées de fresques,. Vingt et un fragments des fresques de Luca Cambiaso et Bernardo Castello ont été conservés, transférés au Palais Bianco et ensuite exposés.
Pour le nouveau palais, les solides murs originaux de la structure du XVIe siècle ont été conservés et les deux ordres supérieurs remontant au projet d'Alessi ont été divisés en cinq étages. Trois autres ont été ajoutées, augmentant la hauteur du bâtiment et donnant à la façade une forme caractéristique en trois parties. Enfin, au lieu d'utiliser du marbre, les façades ont été entièrement refaites en plâtre, avec des frises, des reliefs et des statues ornées de fresques, dans un style qui n'est pas sans rappeler celui du Palazzo San Giorgio, avec une architecture qui visait à s'intégrer aux quelques parties anciennes conservées. Parmi les éléments conservés du XVIe siècle : la charpente en pierre de taille du portail et les deux corniches très détaillées et finement décorées de stuc. C'est précisément la corniche supérieure, avec ses chantournages, ses feuilles de vigne et ses grappes stuquées, qui avait valu à l'édifice l'ancien surnom populaire de « Villa de la vigne »,.
La villa représente un exemple significatif de l'architecture de style ligure du XIXe siècle et est donc incluse dans le catalogue ministériel du patrimoine culturel,,, et dans le plan d'urbanisme municipal.

Entre 2007 et 2009, le bâtiment a fait l'objet d'une restauration complète, conçue par l'architecte Sergio Zampichelli,,. 

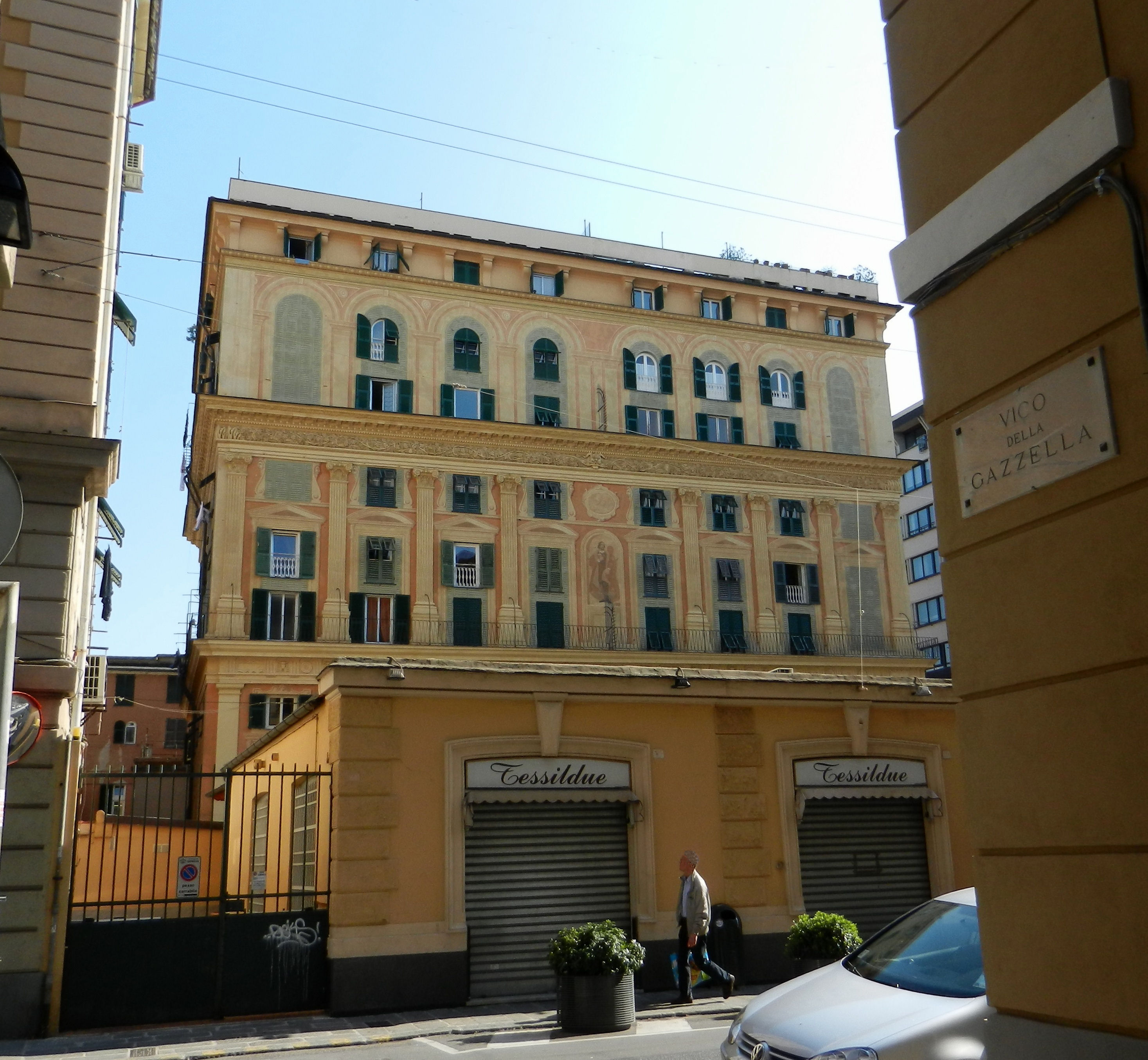
Façade
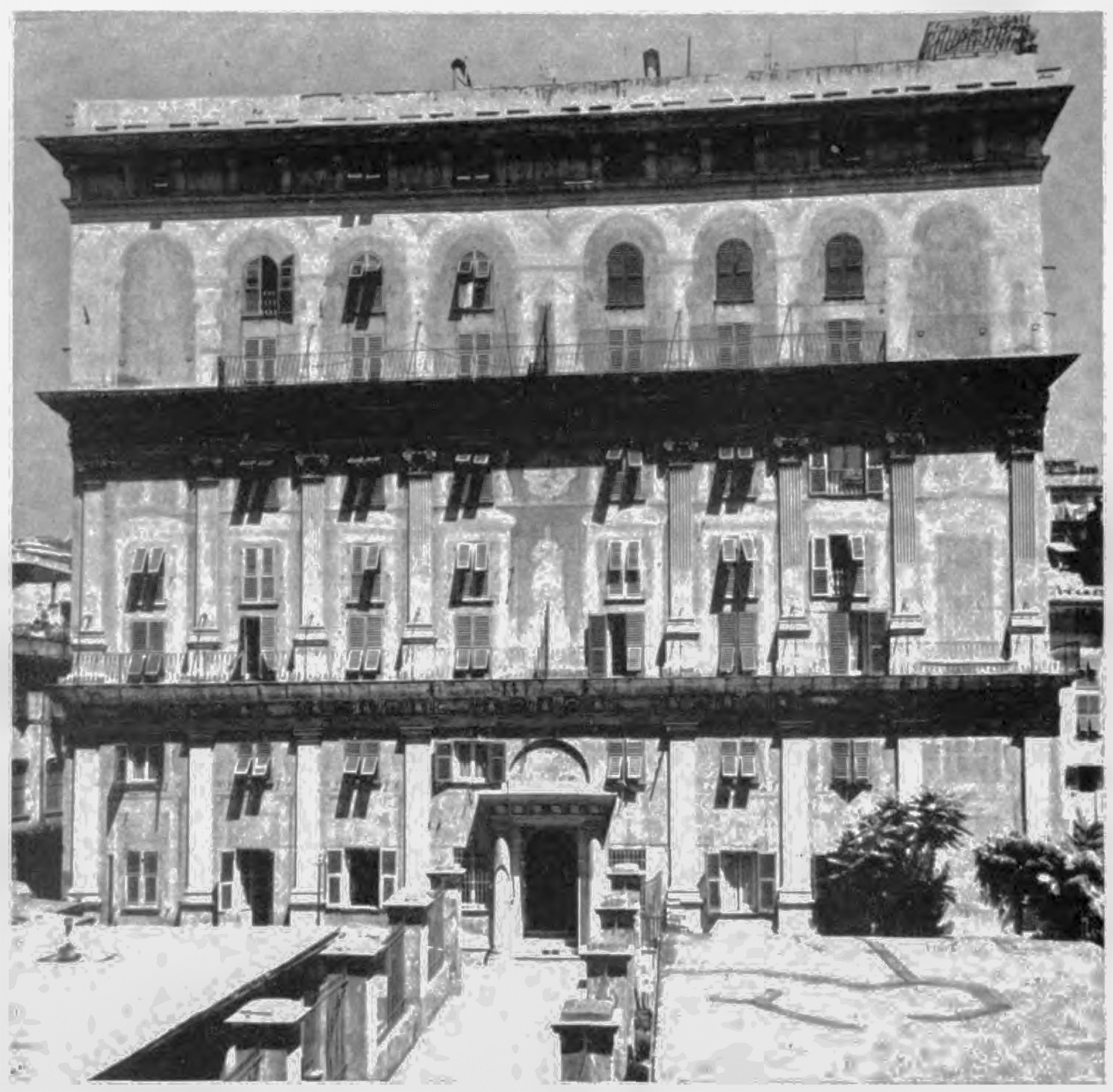
Façade de la via Colombo, vers 1900
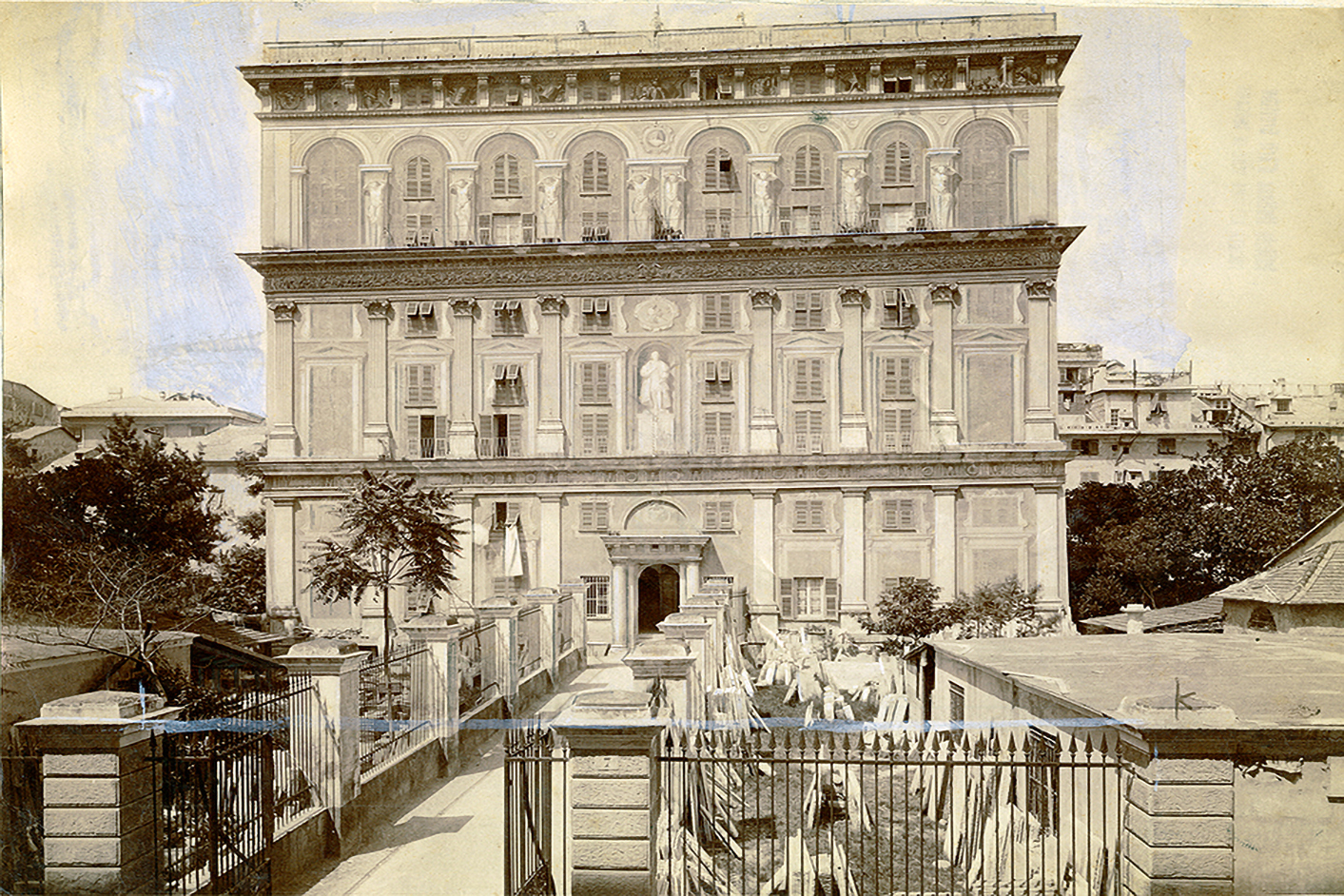
Façade au XIXe siècle
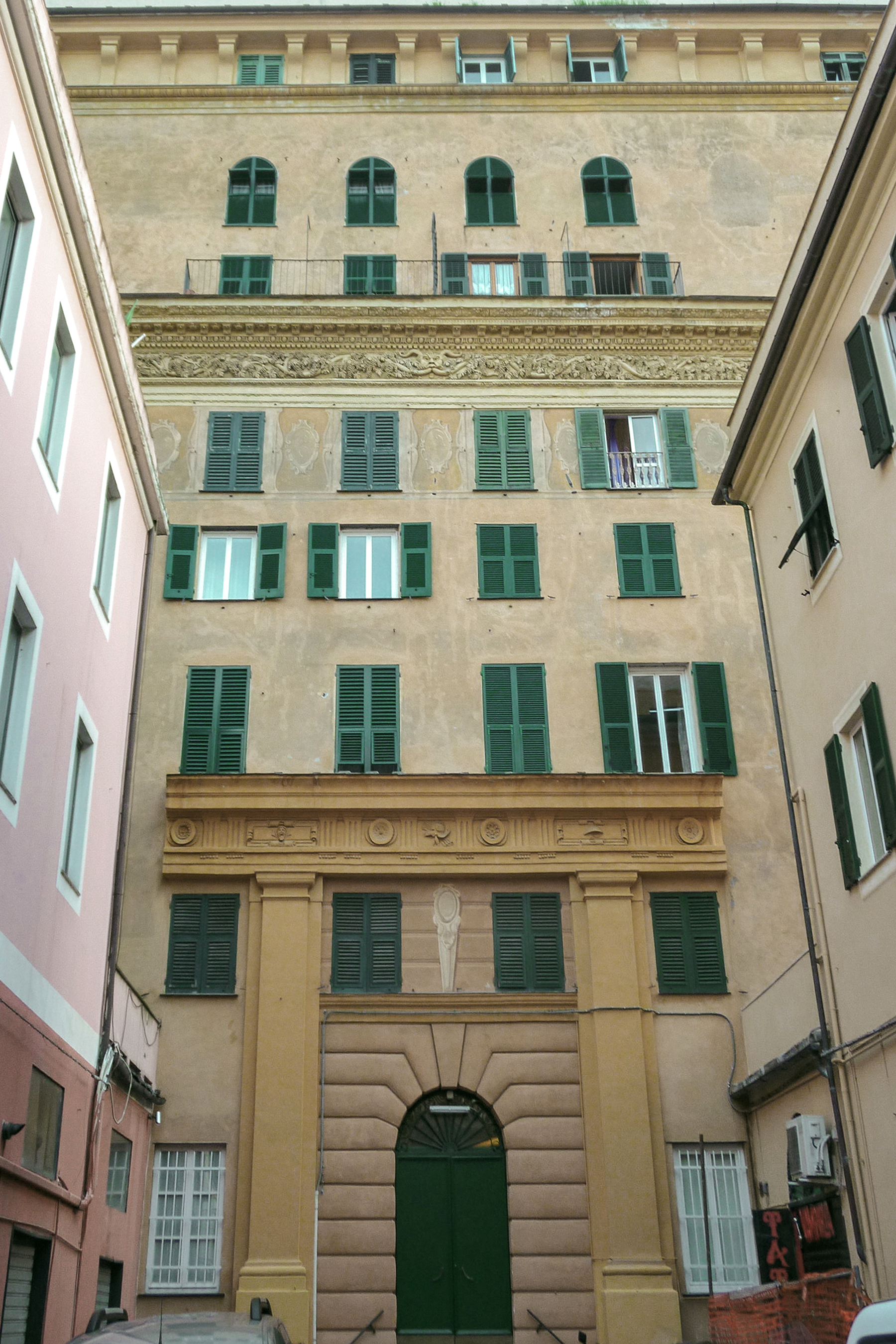
Façade postérieure (à l'origine lieu de l'entrée principale)
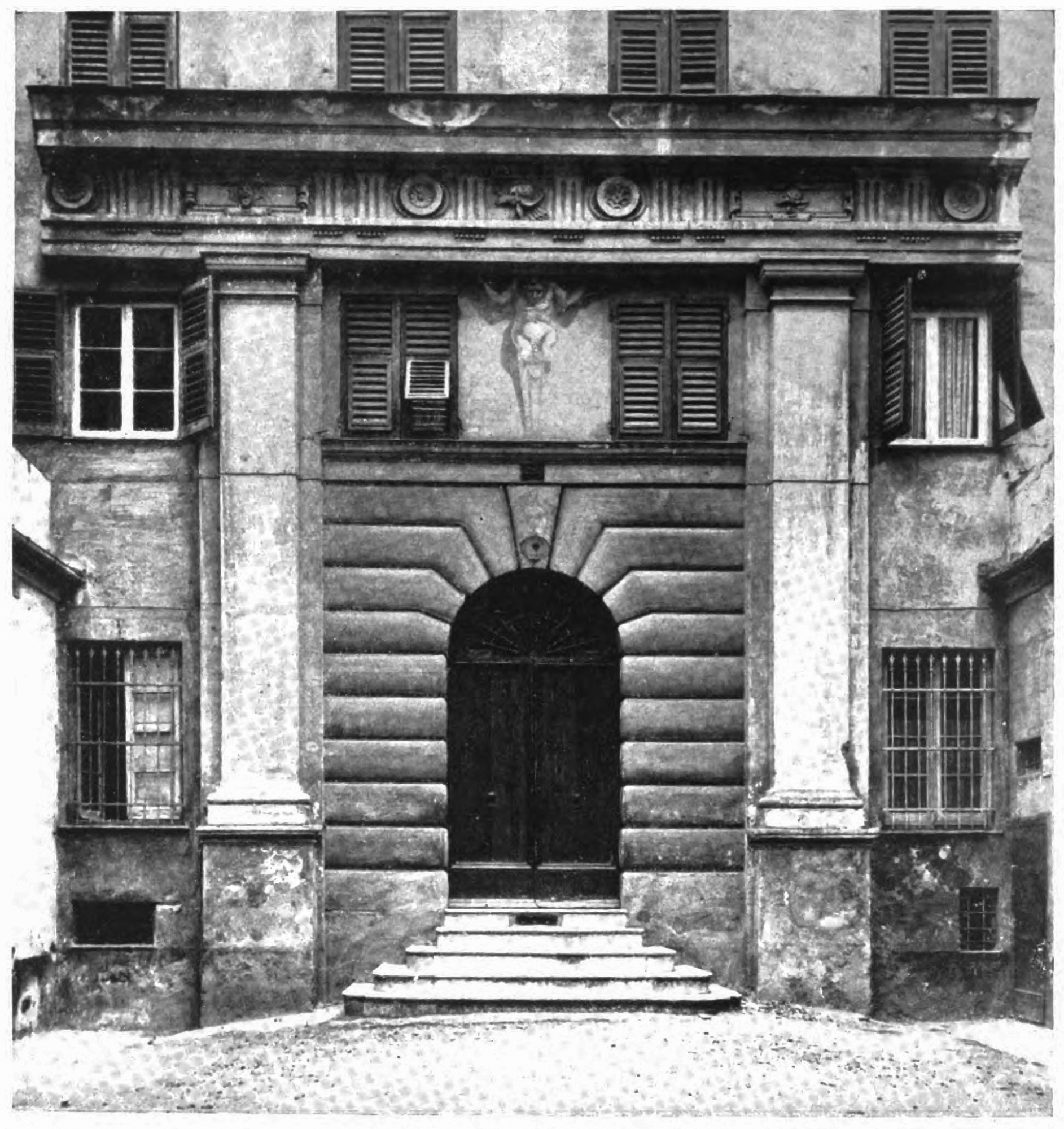
L'entrée Via San Vincenzo vers 1900